# Ostindiska huset
Ostindiska huset är en byggnad i kvarteret 12 Ostindiska Kompaniet, vid Norra Hamngatan 12 i stadsdelen Nordstaden i Göteborg. Det uppfördes 1747–1762 av Svenska Ostindiska kompaniet. Huset byggnadsminnesförklarades den 24 oktober 1968.

## Historia

### Ostindiska kompaniet

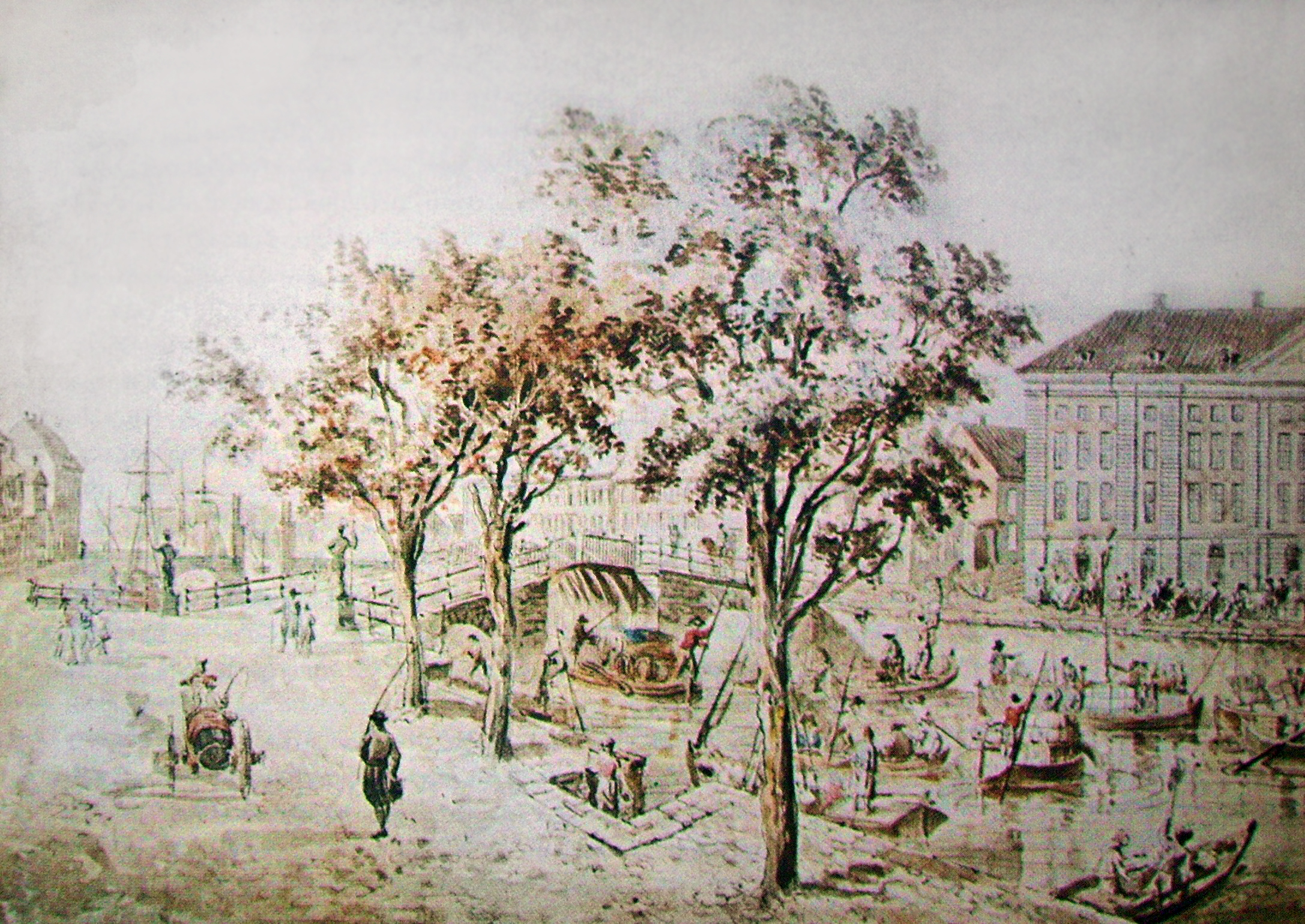
Stora Hamnkanalen med Ostindiska huset till höger och Kämpebron i förgrunden. Litografi av Elias Martin 1787.

Sedan det Ostindiska kompaniet år 1746 fått sina privilegier förnyade för 20 år framåt — den andra Ostindiska oktrojen — bestämde direktionen att köpa in samtliga avbrända tomter i kvarteret mellan Smedjegatan och Tyggårdsgatan, vilka stod fria efter storbranden samma år. Samtidigt gav man stadsingenjören Bengt Wilhelm Carlberg i uppdrag att komma med förslag till ett kombinerat kontors- och magasinshus för kompaniet (ett "Contoirs - Magazins Huus för Ostindiska Compagniet uti Göteborg"). Det avbrända kvarterets yttermått var cirka 70 gånger 55 meter i fyrkant.
Carlberg var tvungen att sända upp sina ritningar för godkännande av baronen, överintendenten och arkitekten Carl Hårleman i Stockholm, vilket starkt påverkade den färdiga lösningen och båda anses numera ha satt sin prägel på huset. År 1752 stod östra flygeln mot Tyggårdsgatan klar, i juni 1755 omtalas "den nyligen uppförda grundmuren för stora Corps de logis - byggnaden mot hamnen" och cirka 1760 stod huvudbyggnaden klar efter att ha skadats vid branden 1758. Med den västra flygeln klar år 1762, stod hela byggnaden färdig, enligt en inskrift som tidigare funnits på en av källarvåningens stenpelare. I oktober 1766 besökte Gustav III som kronprins Ostindiska kompaniets lokaler i samband med sitt besök i Göteborg, tillsammans med sin blivande gemål Sofia Magdalena.

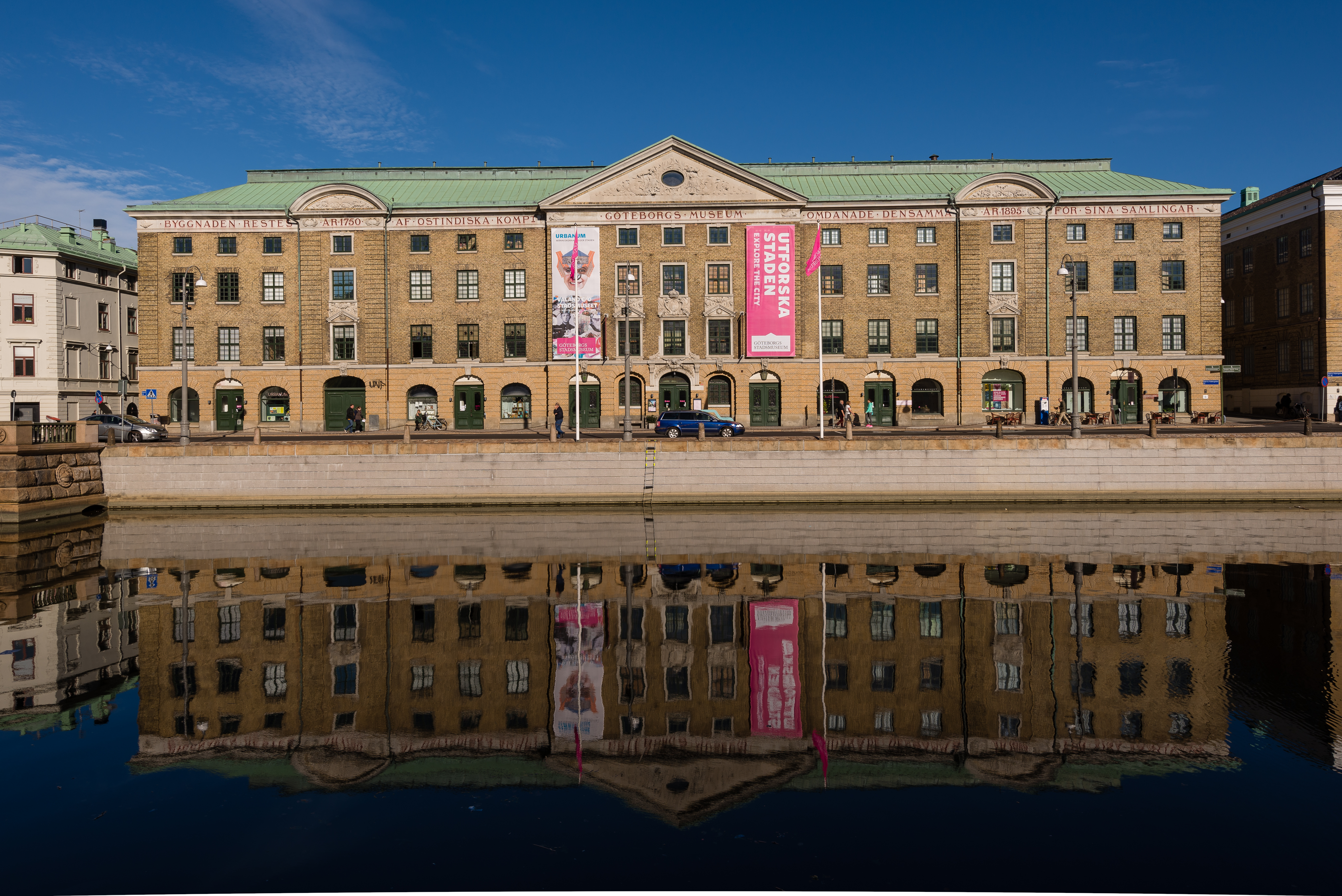
På frisen under taket står det "Byggnaden restes år 1750 af Ostindiska Kompt. Göteborgs Museum omdanade densamma år 1895 för sina samlingar". Huset började byggas 1750, men stod helt klar först 1762.

Ostindiska huset är till större delen byggt i tegel. Corps-de-logiet uppges vara uppfört av holländsk klink, det vill säga klinkertegel. Det gick åt hela 937 000 tegelstenar för corps-de-logiet och 883 000 murtegel för västra flygeln. Förmodligen använde man huvudsakligen det importerade teglet till ytterfasaderna, medan det icke synliga teglet kunde tillverkas i Sverige.
Olika källor visar att Ostindiska husets gård var stenlagd under 1700-talet och början av 1800-talet, men 1835 beslöt museistyrelsen att anslå 600 riksdaler till planteringar och i Octavia Carléns bok från 1869 benämns den som Musei örtagård. Hon uppger att storleken på gården var 152 fot lång och 120 fot bred. 
Kostnaden för hela huset uppgick till 150 000 riksdaler specie enligt uppgift i en skrivelse från kompaniet till Kungl. Maj:t 1806. 

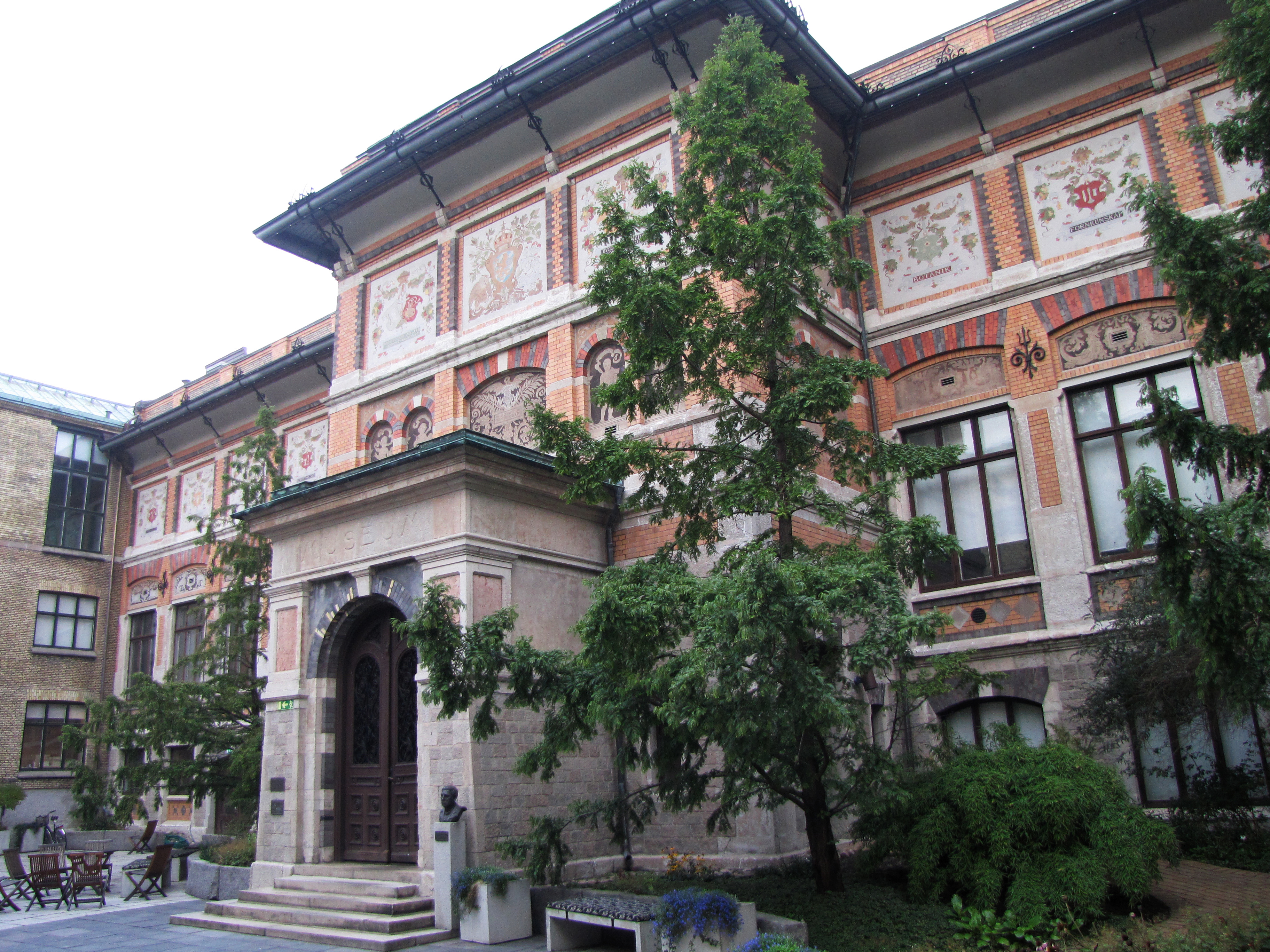
Wilsonska flygeln på Ostindiska husets innergård.

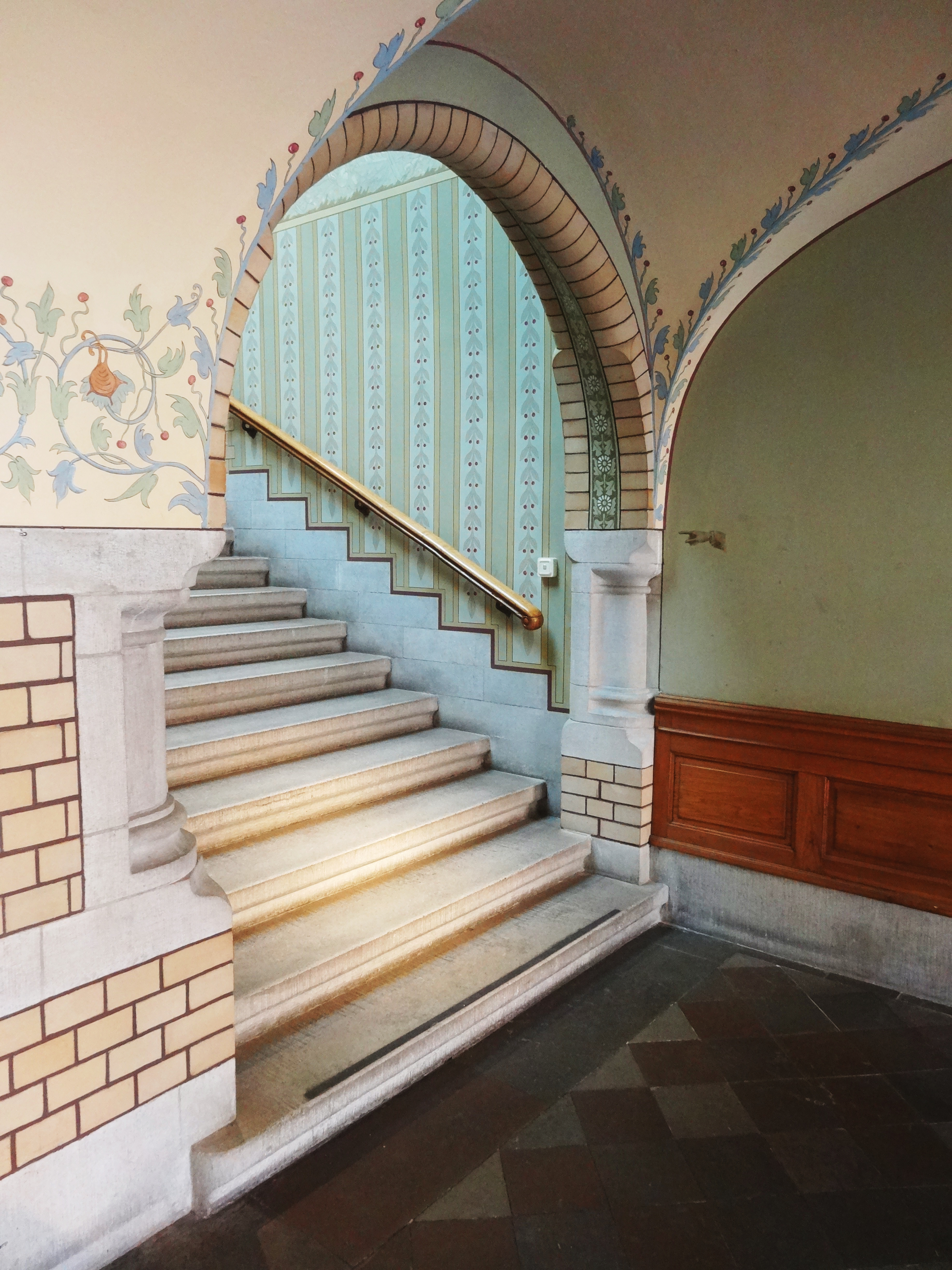
Trappor i Ostindiska huset.

År 1806 hade en femte oktroj bildats, men affärerna gick snart så dåligt att man 1809 var tvungen att ansöka om konkurs till Göteborgs rådhusrätt, och den 29 maj 1813 upplöstes kompaniet på bolagsstämman i Stockholm. Man hade redan tidigare tvingats bjuda ut huset på vanlig auktion, vilken hölls i husets egna auktionssal två trappor upp, den 8 januari 1807 – det vill säga knappt ett år efter det man bildat den femte oktrojen. Kommerserådet Niklas Björnberg gav det högsta budet på 70 300 riksdaler banco. Han köpte halva huset för egen del och halva för kompaniets räkning. Genom lottdragning tillföll den östra delen Björnberg och den västra kompaniet.

### Museiverksamhet
År 1835 fick Göteborgs naturhistoriska museum hyra två rum i Ostindiska huset. Senare föddes tanken på ett större museum i Göteborg med flera inriktningar vilket ledde till bildande av Göteborgs museum som flyttade in den 20 december 1861. Då upptog Naturhistoriska museet halva huset, medan den nybildade konstavdelningen och en historisk samling upptog andra delar. Den största donationen till den nya konstavdelningen kom från Göteborgs konstförening som vid denna period också huserade i lokalerna och var även en av initiativtagarna till bildandet av Göteborgs Musei Ritskola som startade sin verksamhet i huset 1865. Samma år tillträdde Gustaf Henrik Brusewitz som förste intendent med ansvar för etnografi som chef för museets historisk-etnografiska avdelning, inklusive de arkeologiska samlingarna. Avdelningens samlingar inrymdes då i fem skåp.
En ny flygel mot Köpmansgatan, den så kallade Wilsonflygeln bekostad av grosshandlare John West Wilson, ritades av arkitekten Hans Hedlund, uppfördes under 1890 och invigdes 15 maj samma år. Ett större ombyggnadsarbete genomfördes också åren 1894-1896. Trots detta ansågs lokalerna redan i mitten av 1890-talet vara otillräckliga för de olika verksamheterna, och i februari 1914 uppvaktades stadens styrande om behovet av nya lokaler. Både konstföreningen och konstskolan hade flyttat till det nybyggda Valandhuset redan 1886. I och med Jubileumsutställningen 1923 anlades flera nya museibyggnader i staden, varför Göteborgs naturhistoriska museum kunde flytta in i nya lokaler i Slottsskogen 1923 och Göteborgs musei konstavdelning i det nya konstmuseet på Götaplatsen 1925. Kvar i Ostindiska huset blev de arkeologiska, historiska och etnografiska samlingarna. 
År 1993 öppnades nuvarande Göteborgs stadsmuseum i huset, genom en sammanslagning av Göteborgs arkeologiska museum, Göteborgs historiska museum, Göteborgs industrimuseum, Göteborgs skolhistoriska samlingar och något senare Göteborgs teaterhistoriska museum, medan Göteborgs etnografiska museum flyttade ut till lokaler i Gårda.